# Saint-Élix-Theux
Saint-Élix-Theux is een gemeente in het Franse departement Gers (regio Occitanie) en telt 114 inwoners (2009). De plaats maakt deel uit van het arrondissement Mirande.

## Geografie
De oppervlakte van Saint-Élix-Theux bedraagt 8,2 km², de bevolkingsdichtheid is dus 13,9 inwoners per km².
De onderstaande kaart toont de ligging van Saint-Élix-Theux met de belangrijkste infrastructuur en aangrenzende gemeenten.

## Demografie
Onderstaande figuur toont het verloop van het inwonertal (bron: INSEE-tellingen).